# Alberto Piccinini
Alberto Piccinini (25. leden 1923, Řím, Italské království – 24. duben 1972, Řím, Itálie) byl italský fotbalový záložník.
Fotbal začal hrát v Římě. Nejprve za klub R.S.T. Littorio a v roce 1944 již nastupoval za AS Řím. Nejlepší výsledky měl v Juventusu v letech 1949 až 1953, když vyhrál dva tituly (1949/50, 1951/52). Poté hrál jednu sezonu za Milán a poté i za Palermo. Kariéru zakončil v roce 1957 v regionálním klubu Avezzano.
Za reprezentaci odehrál pět utkání.

## Hráčská statistika
| Sezóna  | Klub        | Liga      | Liga   | Liga | Ligové poháry | Ligové poháry | Ligové poháry | Kontinentální poháry | Kontinentální poháry | Kontinentální poháry | Celkem | Celkem |
| Sezóna  | Klub        | Soutěž    | Zápasy | Góly | Soutěž        | Zápasy        | Góly          | Soutěž               | Zápasy               | Góly                 | Zápasy | Góly   |
| ------- | ----------- | --------- | ------ | ---- | ------------- | ------------- | ------------- | -------------------- | -------------------- | -------------------- | ------ | ------ |
| 1945/46 | Salernitana | 1. divize | 9      | 0    | -             | 0             | 0             | -                    | 0                    | 0                    | 9      | 0      |
| 1946/47 | Salernitana | Serie B   | 2      | 0    | -             | 0             | 0             | -                    | 0                    | 0                    | 2      | 0      |
| 1947/48 | Salernitana | Serie A   | 32     | 0    | -             | 0             | 0             | -                    | 0                    | 0                    | 32     | 0      |
| 1948/49 | Pelermo     | Serie A   | 36     | 0    | -             | 0             | 0             | -                    | 0                    | 0                    | 36     | 0      |
| 1949/50 | Juventus    | Serie A   | 32     | 2    | -             | 0             | 0             | -                    | 0                    | 0                    | 32     | 2      |
| 1950/51 | Juventus    | Serie A   | 12     | 0    | -             | 0             | 0             | -                    | 0                    | 0                    | 12     | 0      |
| 1951/52 | Juventus    | Serie A   | 34     | 0    | -             | 0             | 0             | -                    | 0                    | 0                    | 34     | 0      |
| 1952/53 | Juventus    | Serie A   | 26     | 0    | -             | 0             | 0             | -                    | 0                    | 0                    | 26     | 0      |
| 1953/54 | Milán       | Serie A   | 19     | 0    | -             | 0             | 0             | -                    | 0                    | 0                    | 19     | 0      |
| 1954/55 | Pelermo     | Serie B   | 13     | 1    | -             | 0             | 0             | -                    | 0                    | 0                    | 13     | 1      |
| Celkově | Celkově     | Celkově   | 215    | 3    | -             | 0             | 0             | -                    | 0                    | 0                    | 215    | 3      |

## Hráčské úspěchy

### Klubové
- 2× vítěz 1. italské ligy (1949/50, 1951/52)
- 1× vítěz 2. italské ligy (1946/47)

### Reprezentační
- 1× na MP (1948–1953)